# Europæiske Økumeniske Forsamlinger
Europæiske Økumeniske Forsamlinger (European Ecumenical Assemblies, EEA) er navnet på hidtil tre møder med repræsentanter for næsten alle kirker i hele Europa. 
Det første fandt sted i Basel, Schweiz, i maj 1989 og var præget af den gradvise opblødning mellem vest og øst i Europa, som kulminerede med Berlin-murens fald i november 1989. Det centrale tema var "Fred, Retfærdighed, og Skaberværkets Opreholdelse" (Peace, Justice, and the Integrity of Creation). Og af disse tre emner stod freden i centrum. 
Det andet møde fandt sted i Graz, Østrig, i juni 1997 med det centrale tema "Forsoning – gave fra Gud og kilde til nyt liv" og var stærkt præget af de voldsomme krigshandlinger i det tidligere Jugoslavien 1991-1995, som havde bragt religionskrigenes spøgelse tilbage til Europa. Et resultat af forhandlingerne blev udarbejdelsen af et "Charta Oecumenica", et sæt regler for kirkers forhold til hverandre, offentliggjort i april 2001. 
Det tredje møde, "EEA3", som fandt sted i Sibiu, Rumænien, i september 2007, og som var blevet forberedt 2006-2007 på mindre økumeniske møder andre steder i Europa, gik videre med de emner, der blev behandlet i de to foregående forsamlinger, men med særlig vægt på Skaberværkets Opretholdelse, som nu er rykket til tops på dagsordenen for den økumeniske bevægelse, inspireret af både den økumeniske patriark af Konstantinopel, Bartholomæus 1., og af den tidligere amerikanske vicepræsident og præsidentkandidat Al Gore, hvis film blev vist på mødet.